# Johann Carl von Sothen

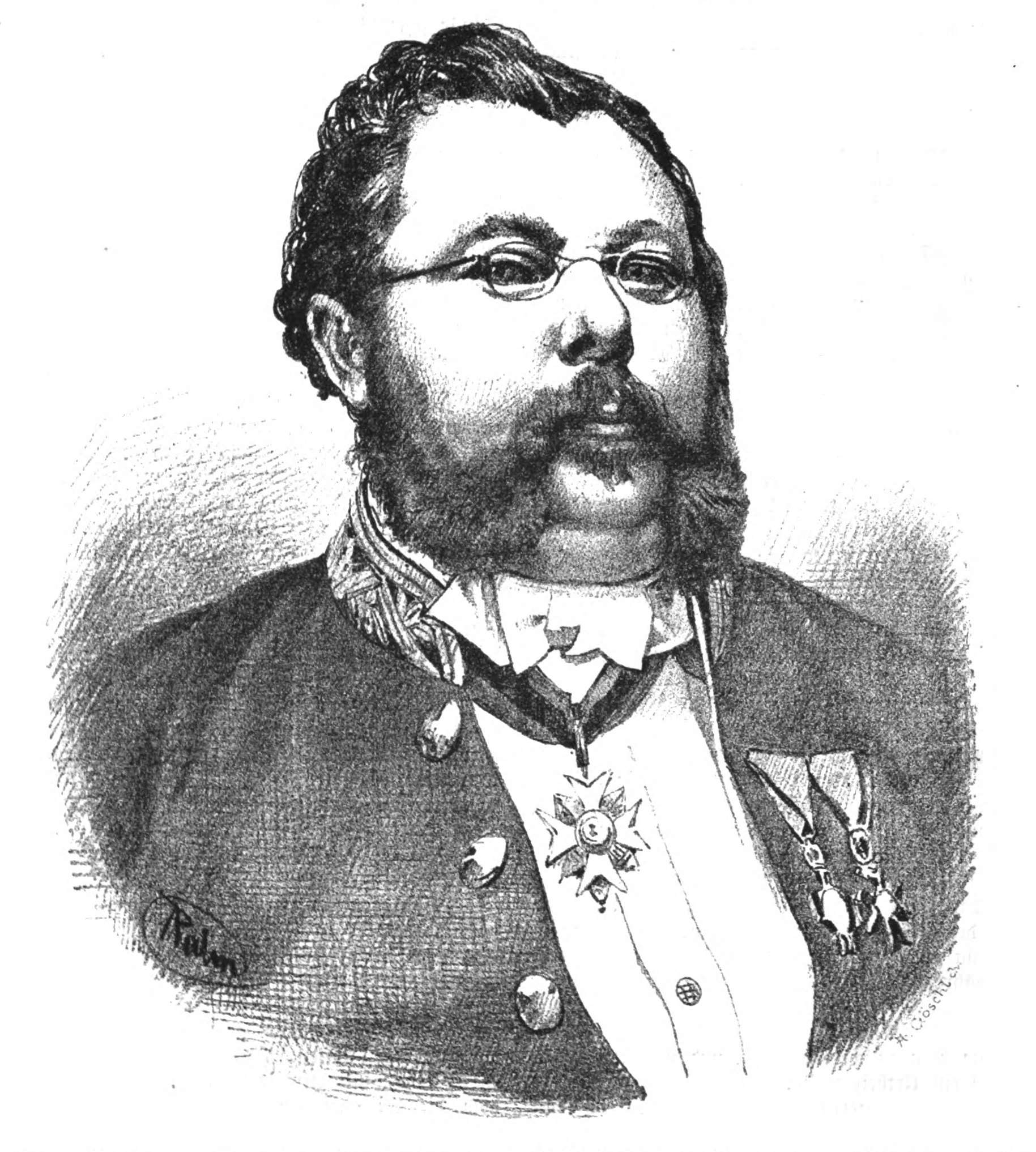
Johann Carl von Sothen (1873)

Johann Carl (Karl) Sothen, später Johann Carl Freiherr von Sothen (* 15. Mai 1823 in Wien; † 10. Juni 1881 am Cobenzl) war ein österreichischer Großhändler und Bankier.

## Leben

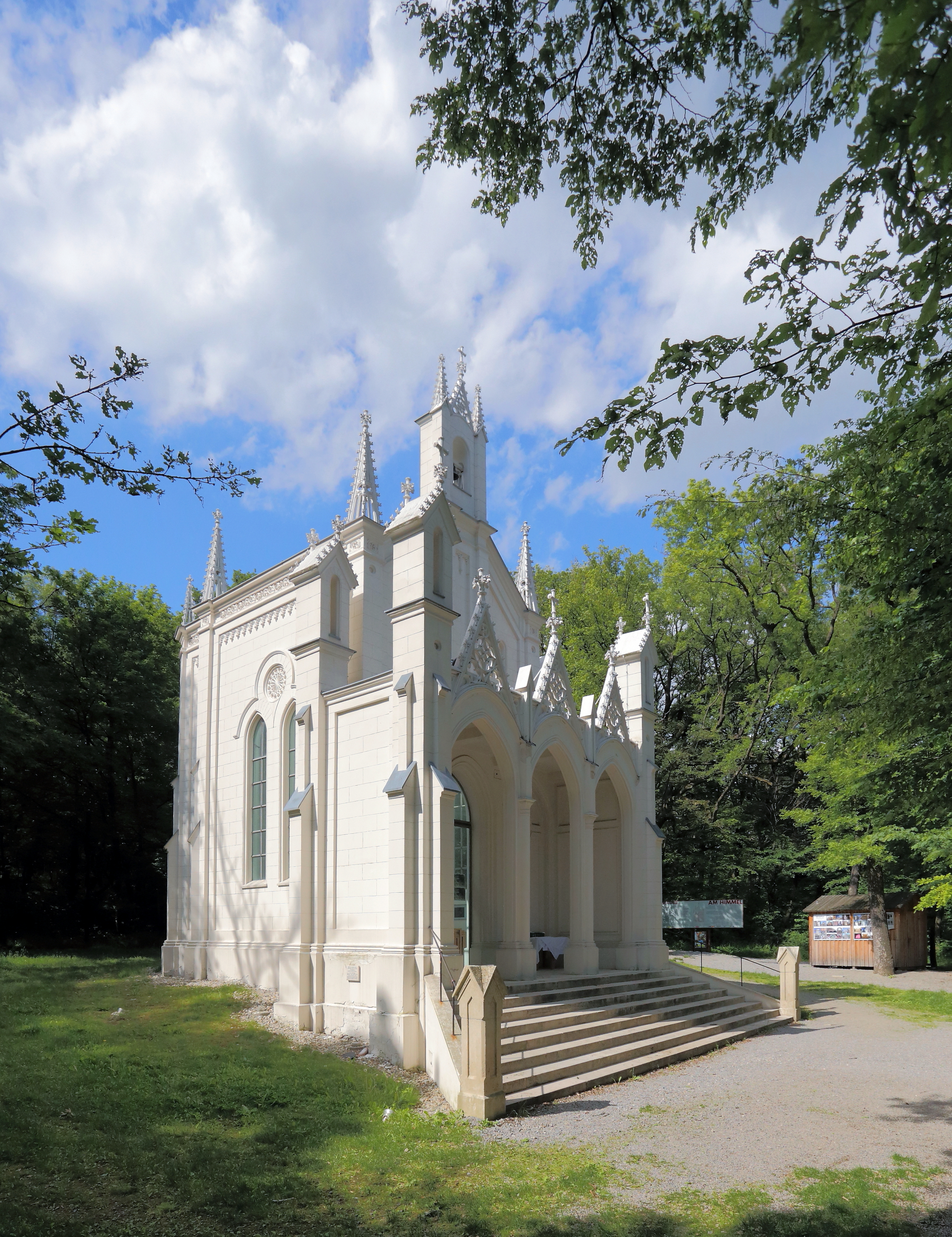
Die im Auftrag von Sothen errichtete Sisi-Kapelle

Sothen wurde als Sohn eines Schneiders und späteren Tabaktrafikanten und Lottokollektanten geboren. Er begann im Geschäft seines Vaters im heutigen 1. Wiener Gemeindebezirk Innere Stadt. In den 1840er-Jahren betrieb er im Palais Collalto ein Geschäft, wo er sich mit dem Handel von Spielkarten und Losen befasste. Sein Vermögen erwirtschaftete er unter anderem durch die Verbreitung von Losen der Armenlotterie, durch den Ein- und Verkauf von „Staatsanlehens-Losen“ sowie von Obligationen, Gold- und Silbermünzen und der Ausspielung von Realitäten (beispielsweise Tivoli, Theater an der Wien). Er führte das später von anderen nachgeahmte Promessenspiel in Wien ein und gründete ein Bank- und Wechselhaus am Wiener Graben. Unter einer Promesse verstand man eine Schuldverschreibung auf einen hypothetischen Gewinn.
In der Öffentlichkeit präsentierte er sich als Wohltäter, beispielsweise durch Gründung einer Stiftung zugunsten der verwundeten Krieger der österreichischen Armee. Bei seinen Arbeitern galt er dagegen wegen seines Geizes als Ausbeuter. 1849 erwarb er das Gut „Am Himmel“ am Pfaffenberg sowie 1855 die ehemalige Herrschaft Cobenzl am Reisenberg. Anlässlich der Vermählung des Kaiserpaares Elisabeth und Franz Joseph I. am 24. April 1854 ließ er bis 1856 nach den Plänen des Architekten Johann Garben durch den Baumeister Josef Kastan die Sisi-Kapelle am Pfaffenberg errichten, auch als zukünftige Grabstelle für ihn und seine Gemahlin. 1867 erwarb er das Krapfenwaldl, wo er das Gasthaus ausbauen und ein jährliches Annenfest abhalten ließ.

### Tod
Am 10. Juni 1881 wurde Sothen am Cobenzl von seinem Förster Eduard Hittler (auch Hietler, Hiedler, Hüttler) erschossen, den er kurz zuvor wegen Lohnstreitigkeiten entlassen und mit dessen Lebensgefährtin Juliane Paschinger und den fünf gemeinsamen Kindern vor die Tür gesetzt hatte. Sothen wurde in der Gruft der Sisi-Kapelle beigesetzt, wo auch 1903 seine Frau Franziska „Fanny“ Freifrau von Sothen ihre letzte Ruhe fand. Später erbte der Nonnenorden Zum armen Kinde Jesu den Besitz der Familie. Nach Sothens Beisetzung wurde auf die Mauer der Kapelle gekritzelt: „Hier, in dieser schönen Gruft, liegt der allergrößte Schuft“ oder „Hier in dieser Gruft liegt ein großer Schuft, zeigt's kan Z'wanzger runter, sonst wird er wieder munter“. Nach Angaben der Polizei sollen über 20.000 Personen dem Leichenwagen gefolgt sein, die unter anderem Spottlieder auf den Verstorbenen sangen.

## Auszeichnungen (Auswahl)
- Goldenes Verdienstkreuz mit der Krone[4]
- Große goldene Medaille für Wissenschaft und Kunst
- Große goldene Salvator-Medaille der Stadt Wien
- 1871: Erhebung in den Meiningenschen Freiherrnstand durch den Herzog von Sachsen-Meiningen
- Ernennung zum Konsol durch den Herzog von Sachsen-Altenburg[4]

## Rezeption
Sothens Lebensgeschichte wurde unter anderem 2017 im Roman Am Himmel von Anna-Elisabeth Mayer literarisch verarbeitet. Zu Grunde lagen als Quellen unter anderem Wiener Zeitungsberichte über den Gerichtsprozess gegen Eduard Hüttler vom 18./19. Juli 1881. Neben dem Verlauf des Prozesses wird die Vorgeschichte der Tat erzählt. Hüttler wurde zum Tod durch den Strang verurteilt, aber vom Kaiser zu zwölf Jahren Kerker begnadigt.
2019 verarbeitete Bettina Balàka dessen Geschichte im Roman Die Tauben von Brünn, in dem sie den Millionär der Brieftaubenzüchterin Berta gegenüberstellt. Zu Lebzeiten von Sothens gab es das Gerücht, er habe sich durch wiederholten Lotteriebetrug bereichert. Die Ziehung der Lottozahlen fand damals in Brünn statt, eine Pferdekutsche brachte die Zahlen nach Wien. Bis die Kutsche angekommen war, war eine Tippabgabe weiter möglich. Sothen soll dies genutzt haben, indem er sich die Zahlen durch Brieftauben schicken ließ.
Zuvor veröffentlichte Balàka 2014 mit Unter Menschen einen Roman aus Hundeperspektive, dieser endet in Wien Am Himmel und streift den Fall von Sothen.

### Romane
- Anna-Elisabeth Mayer: Am Himmel, Roman, Schöffling & Co, Frankfurt/Main, 2017, ISBN 978-3-89561-137-7
- Bettina Balàka: Die Tauben von Brünn, Roman, Zsolnay, Wien 2019, ISBN 978-3-552-06399-0